# Salo (Finlande)
Pour les articles homonymes, voir Salo.
Salo est une ville de Finlande située dans la région de Finlande du Sud-Ouest.

## Histoire
Le nom du village est mentionné pour la première fois en 1325, mais Salo reste un village reculé jusqu'au milieu du XIXe siècle (Salo signifie, en finnois, région forestière inhabitée ou île boisée).
Dans les années 1920, deux habitants de Salo sont les pionniers de la radio sans fil en Finlande.
Couplé à l'électronique, les premiers radiotéléphones de Finlande y sont fabriqués au début des années 1970, sous l'égide d'une compagnie alors généraliste (bois, câbles, caoutchouc, électronique...), Nokia. C'est pourquoi Salo est souvent considérée comme la ville natale de cette grande multinationale de télécommunications.
En 2008, les conseils municipaux de Salo, Halikko, Kiikala, Kisko, Kuusjoki, Muurla, Perniö, Pertteli, Suomusjärvi et Särkisalo décident de fusionner sur la base d'études préalables.
La municipalité nouvelle de Salo adoptent les armoiries de l'ancienne municipalité d'Halikko. Elles représentent un chêne qui pousse naturellement dans la zone de Salo et la corne, le symbole de la famille Horn qui a été influente dans le territoire. La fusion prend effet au 1er janvier 2009.

## Géographie
La ville actuelle de Salo est issue de la plus vaste fusion municipale de Finlande, à la suite de quoi la superficie de la ville est d'environ 2 168,3 km2.

Fusions municipales avec Salo de 1932 à 2009.

La rivière Uskelanjoki traverse le centre de Salo où elle est appelée Salonjoki, cependant que l'Halikonjoki traverse le centre d'Halikko. Les deux rivières se déversent dans la baie Halikonlahti à Salo.

## Démographie
Depuis 1980, l'évolution démographique de Salo est la suivante, :
| Année      | 1980   | 1985   | 1990   | 1995   | 2000   | 2005   |
| ---------- | ------ | ------ | ------ | ------ | ------ | ------ |
| population | 47 638 | 48 505 | 49 834 | 50 922 | 52 604 | 53 672 |

| Année      | 2010   | 2015   | 2020   |
| ---------- | ------ | ------ | ------ |
| population | 55 235 | 54 231 | 51 778 |

## Économie
La ville est très prospère en raison de la présence d'un important centre de développement et de production de Nokia. Plus de 1 100 étrangers (4,4 % de la population), pour une part significative des ingénieurs, vivent à Salo, ce qui en fait la 3e ville la plus cosmopolite du pays après Mariehamn et Helsinki. Plus généralement, 50 % de ses habitants actuels sont nés dans une autre région ce qui est très inhabituel en Finlande.
En 2012, Nokia ferme son usine de Salo et la ville perd 850 emplois.

### Principales entreprises
En 2021, les principales entreprises de Salo par chiffre d'affaires sont :
| Société                             | C.A.   |
| ----------------------------------- | ------ |
| Suur-Seudun Osuuskauppa Sso         | 350 M€ |
| Salcomp Oyj                         | 300 M€ |
| PP-auto Oy                          | 50 M€  |
| Wipro Infrastructure Engineering Oy | 40 M€  |
| Lantmännen Agro Salo                | 38 M€  |
| Ledil Oy                            | 34 M€  |
| Lounea Palvelut Oy, Salo            | 34 M€  |
| Sso Rauta-Maatalous Oy Salo         | 33 M€  |
| Belor Agro Oy                       | 28 M€  |
| Antti-Teollisuus Oy                 | 24 M€  |

### Employeurs
En 2021, les plus importants employeurs privés de Salo sont:
| Employeur                           | Employés |
| ----------------------------------- | -------- |
| Suur-Seudun Osuuskauppa Sso         | 1036     |
| Lounea Palvelut Oy, Salo            | 176      |
| VMP Salo                            | 167      |
| Wipro Infrastructure Engineering Oy | 159      |
| Antti-Teollisuus Oy                 | 134      |
| ViMeco Oy                           | 110      |
| Enko Consulting Oy                  | 104      |
| Salon Seudun Sanomat                | Oy 95    |
| Visma Tampuuri Oy                   | 89       |
| Ledil Oy                            | 88       |

## Politique et administration

### Conseil municipal
Les 51 conseillers municipaux se répartissent comme suit:
| Parti     | Parti                           | Sièges (2013) | Sièges (2021) |
| --------- | ------------------------------- | ------------- | ------------- |
|           | SDP                             | 12            | 11            |
|           | Parti de la Coalition nationale | 14            | 11            |
|           | Parti du centre                 | 12            | 11            |
|           | Chrétiens-démocrates            | 1             |               |
|           | Alliance de gauche              | 2             | 2             |
|           | Ligue verte                     | 3             | 4             |
|           | Vrais Finlandais                | 7             | 11            |
|           | Liike Nyt                       |               | 1             |
| Sources : |                                 |               |               |

### Subdivisions administratives
Les quartiers de Salo sont:
| - Hermanni - Horn - Armfelt - Meriniitty - Kauniainen - Ollikkala - Moisio - Palometsä - Enola - Mököinen | - Anisi - Lukkarinmäki - Alhaisi - Ylhäisi - Kaukvuori - Kärkkä - Paukkula - Pajula - Rappula - Pahkavuori | - Vuohensaari - Anjala - Tupuri - Aarnionperä - Sirkkula - Rauvola - Isokylä - Viitannummi - Metsäjaanu - Viitanlaakso |

## Transports

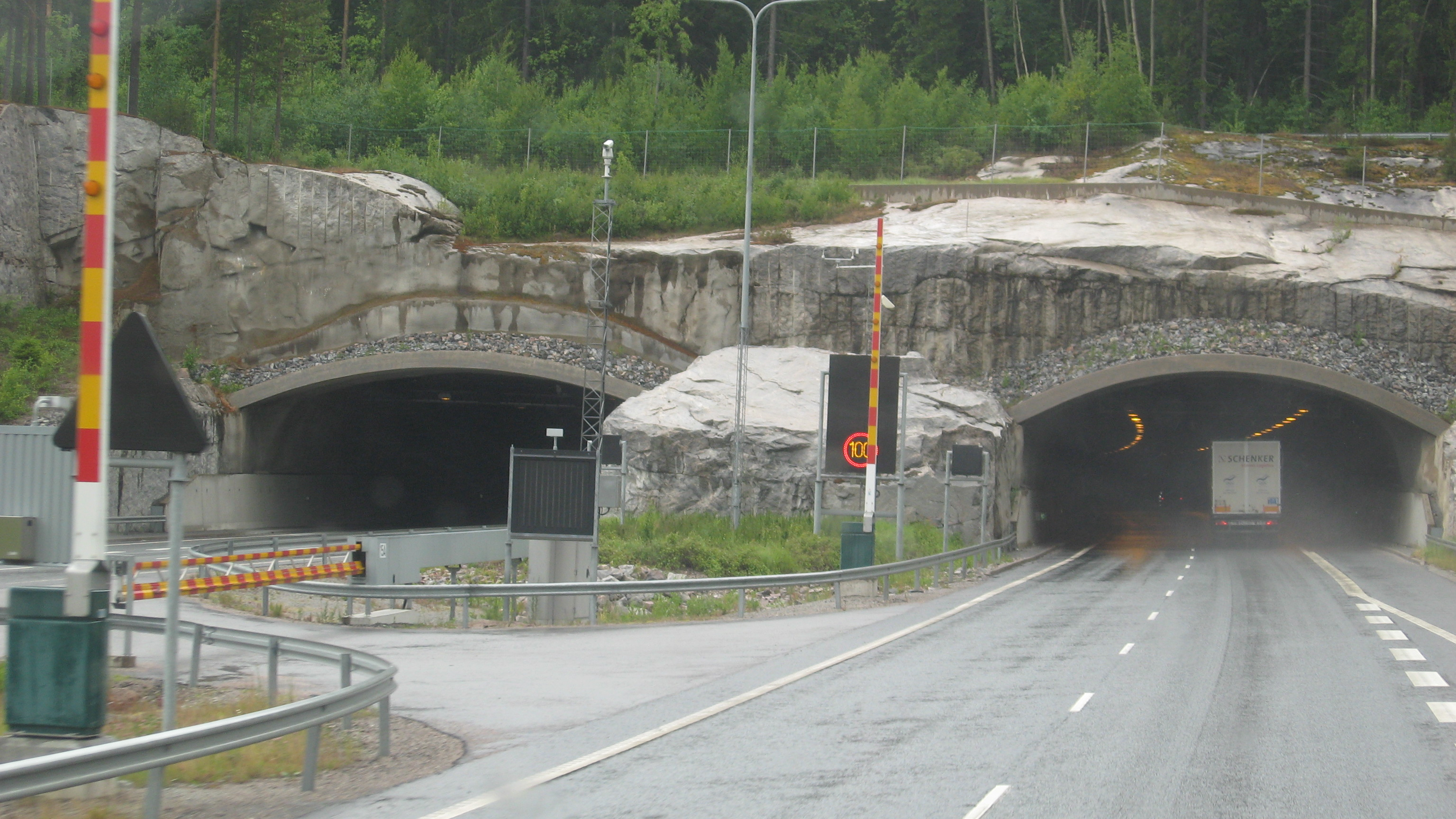
Tunnel d'Isokylä et valtatie 1.

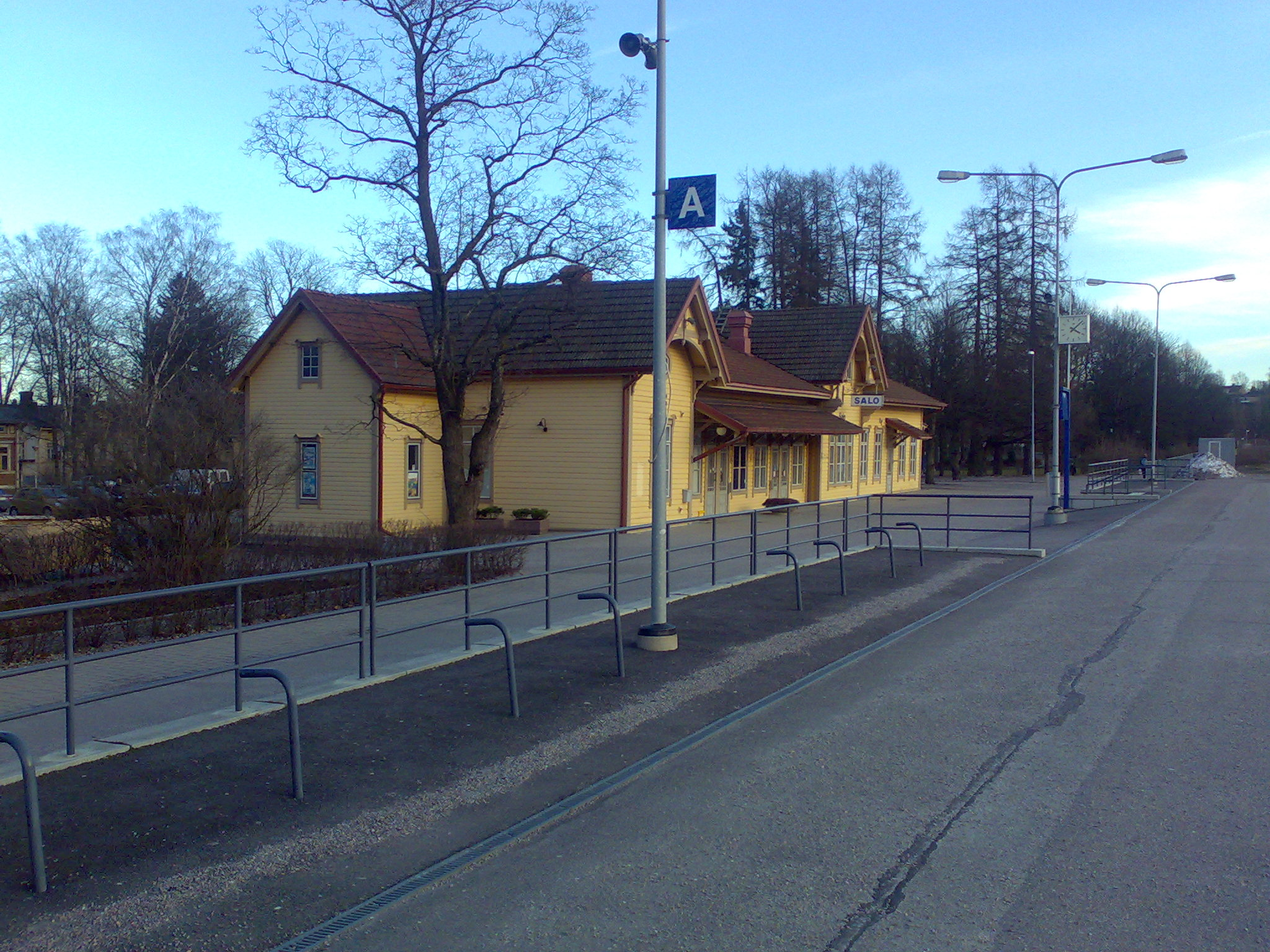
Gare de Salo.

### Liaisons routières
La ville est contournée par la route nationale 1 (E18) Helsinki-Turku. Salo est à 112 km de la capitale et à 53 km de Turku.
Salo est traversée par la route principale 52 et par les routes régionales 110, 183, 186 et 224.
Salo est sur le parcours de la route royale.

### Transports ferroviaires
La voie ferrée côtière reliant Helsinki et Turku traverse le centre de Salo. Presque tous les trains de longue distance entre Helsinki et Turku s'arrêtent à la gare de Salo (Turku est à 30 minutes et Helsinki à 1h10).

### Transports aériens
L'aéroport de Turku est à 60 km et l'aéroport d'Helsinki-Vantaa à 120 km de Salo.

### Train à sustentation magnétique
En juillet 2016, la ville de Salo a signé une lettre d'intention avec la société Hyperloop One basée à Los Angeles pour la construction d'un tunnel pour les trains à sustentation magnétique de 50 kilomètres entre Salo et Turku dans le cadre d'une liaison de 500 km entre la Suède et la Finlande.

## Lieux et monuments
- Manoir de Teijo
- Château d'eau d'Halikko
- Musée de Perniö
- Salohalli
- Gare de Salo
- Gare d'Halikko
- Mairie de Salo
- Église de Kiikala
- Église d'Halikko
- Église de Perniö
- Église de Suomusjärvi
- Église de Pertteli
- Hôpital de Salo
- Hôpital d'Halikko
- Aérodrome de Kiikala
- Bibliothèque de Salo
- Colline fortifiée de Veitakkala
- Colline fortifiée de Pailinna

## Jumelages
| Ville | Ville                 | Pays | Pays       |
| ----- | --------------------- | ---- | ---------- |
|       | Commune de Anija (d), |      | Estonie    |
|       | Elva City (d),        |      | Estonie    |
|       | Nagykanizsa           |      | Hongrie    |
|       | Odder (en)            |      | Danemark   |
|       | Ogre                  |      | Lettonie   |
|       | Puchheim              |      | Allemagne  |
|       | Qingdao               |      | Chine      |
|       | Rjev                  |      | Russie     |
|       | Saint Anthony         |      | États-Unis |
|       | Wuhan                 |      | Chine      |

## Galerie

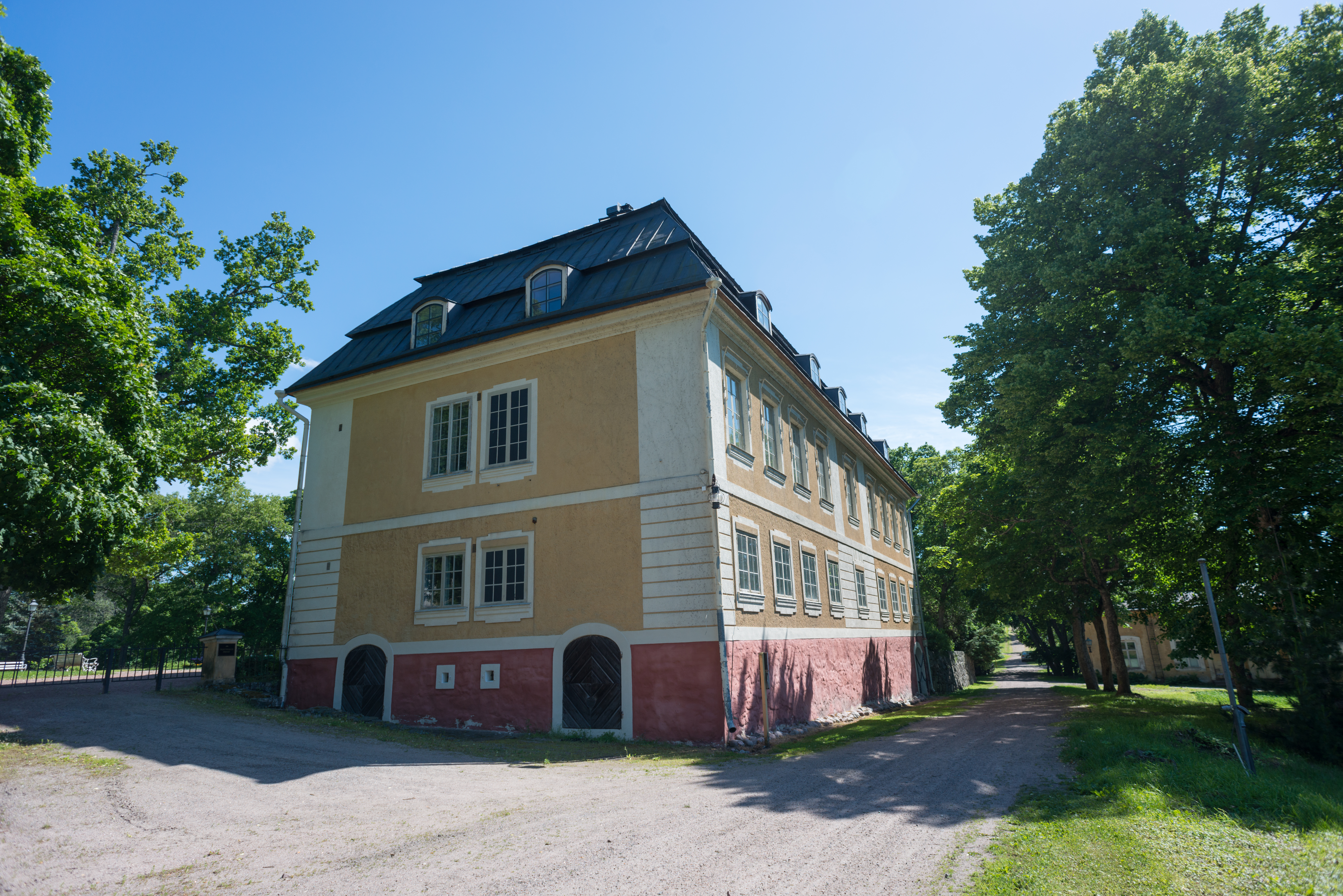
Manoir de Teijo.
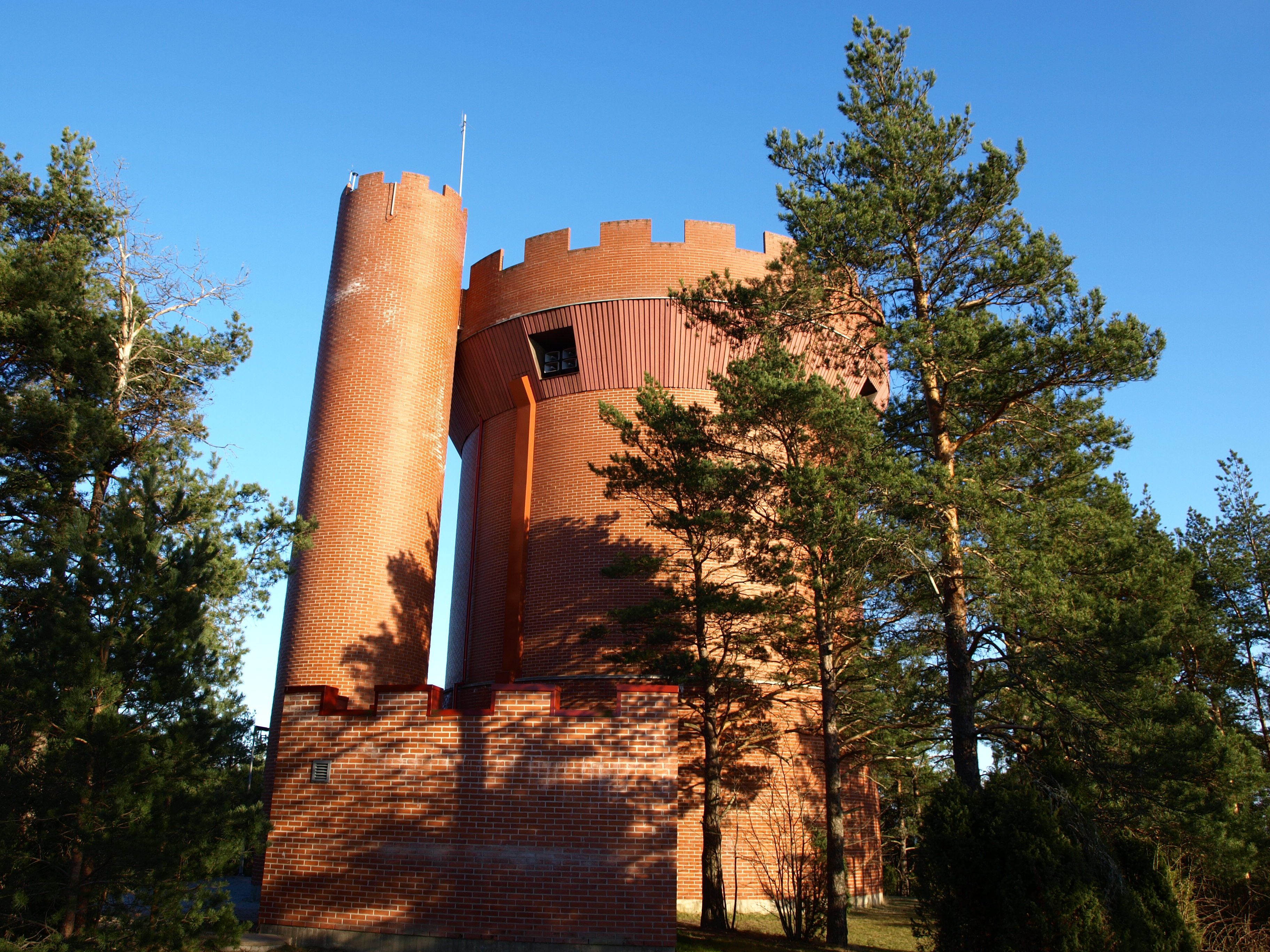
Château d'eau d'Halikko.
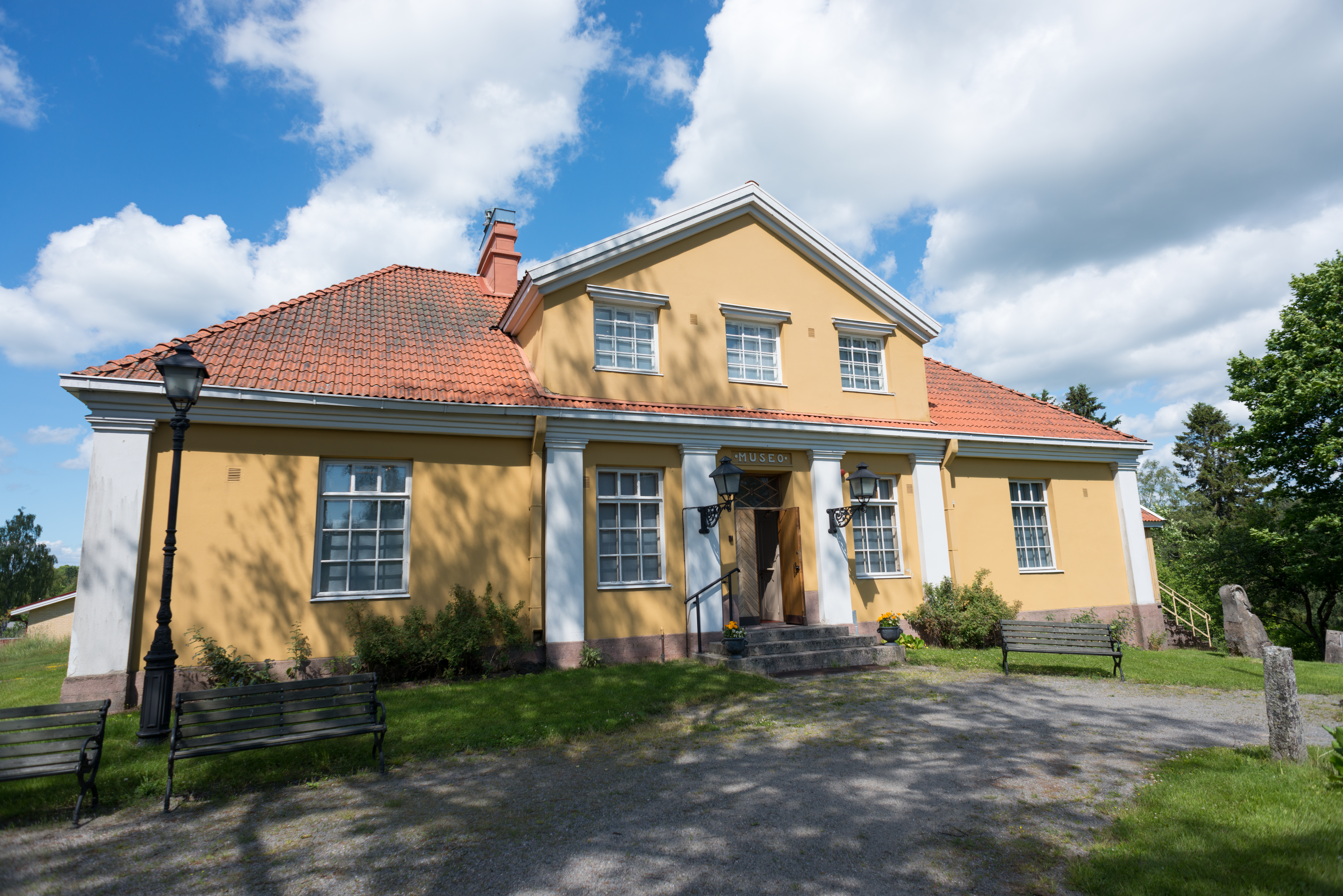
Musée de Perniö.
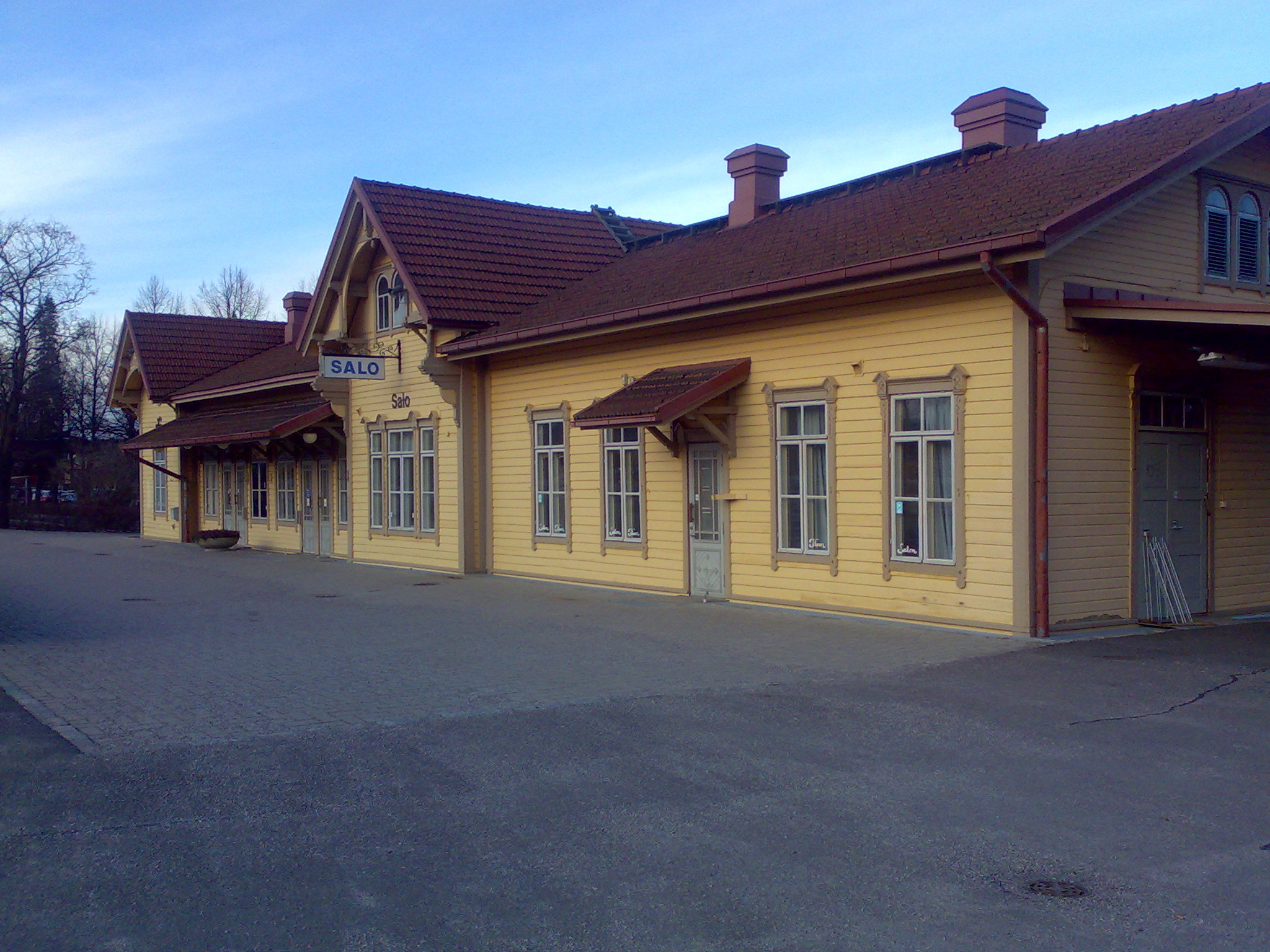
Gare de Salo.
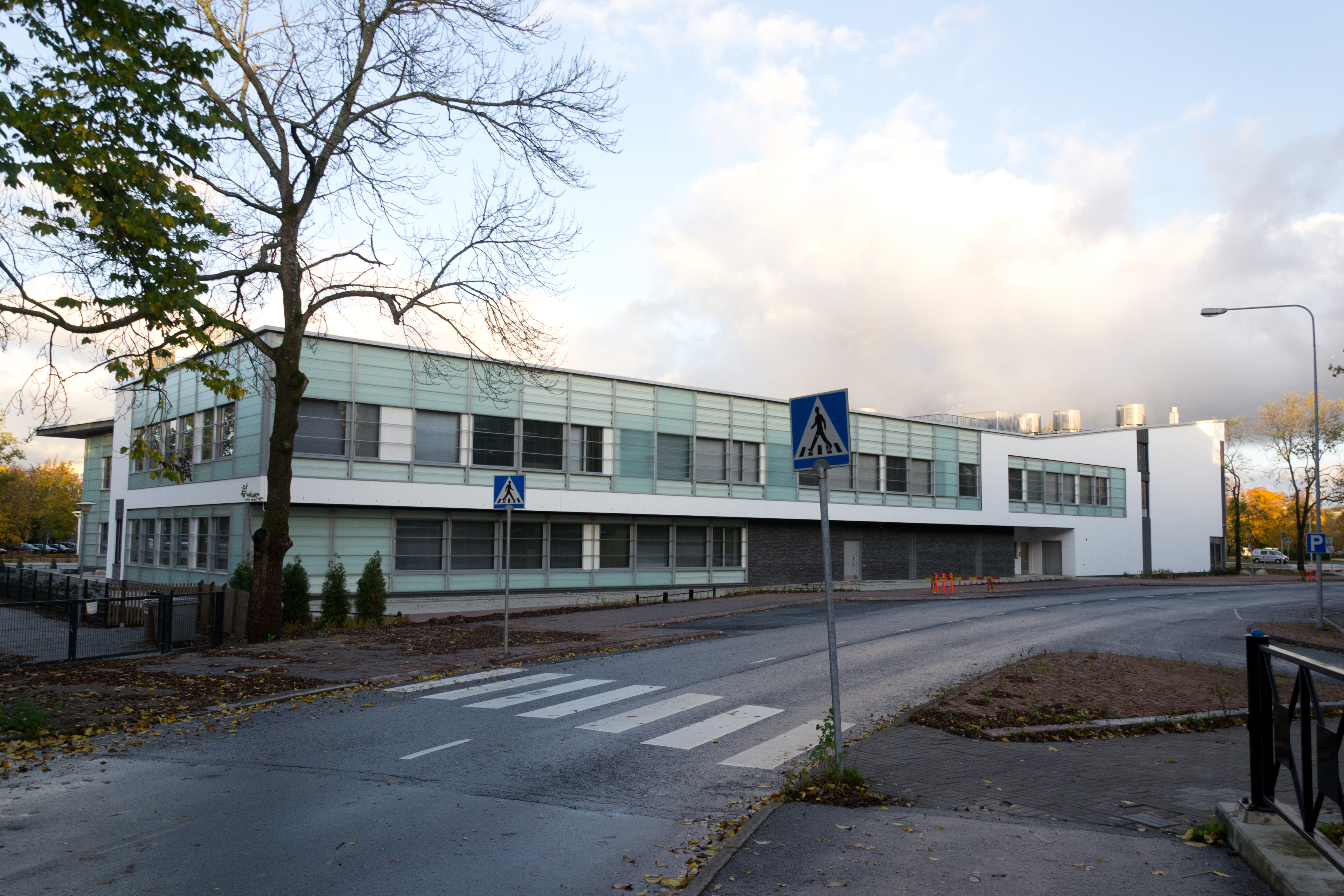
Mairie de Salo.
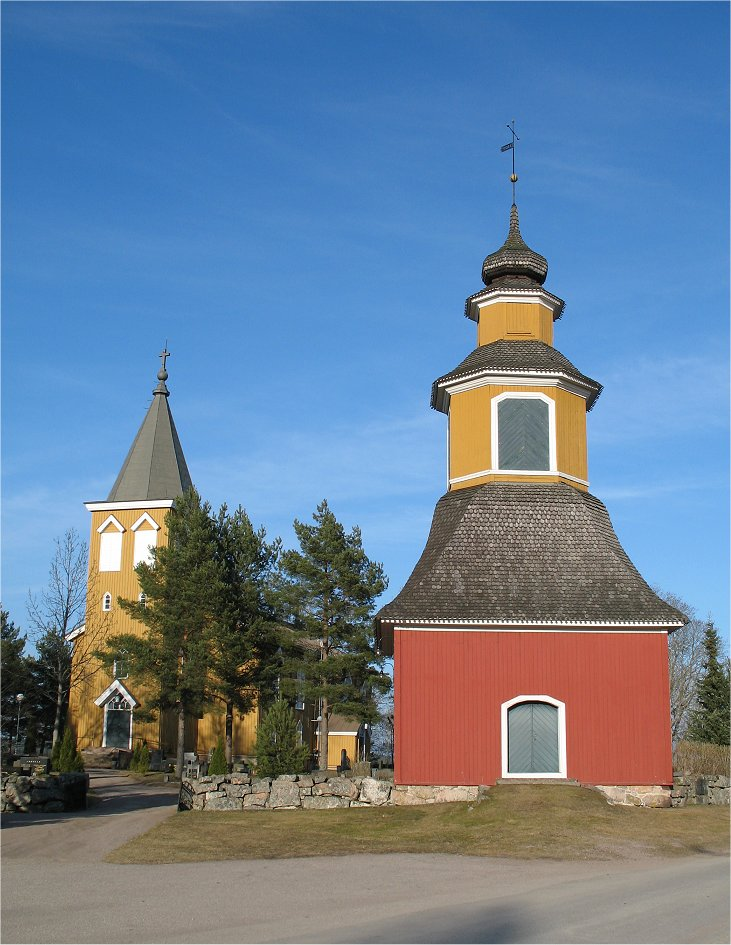
Église de Kiikala.
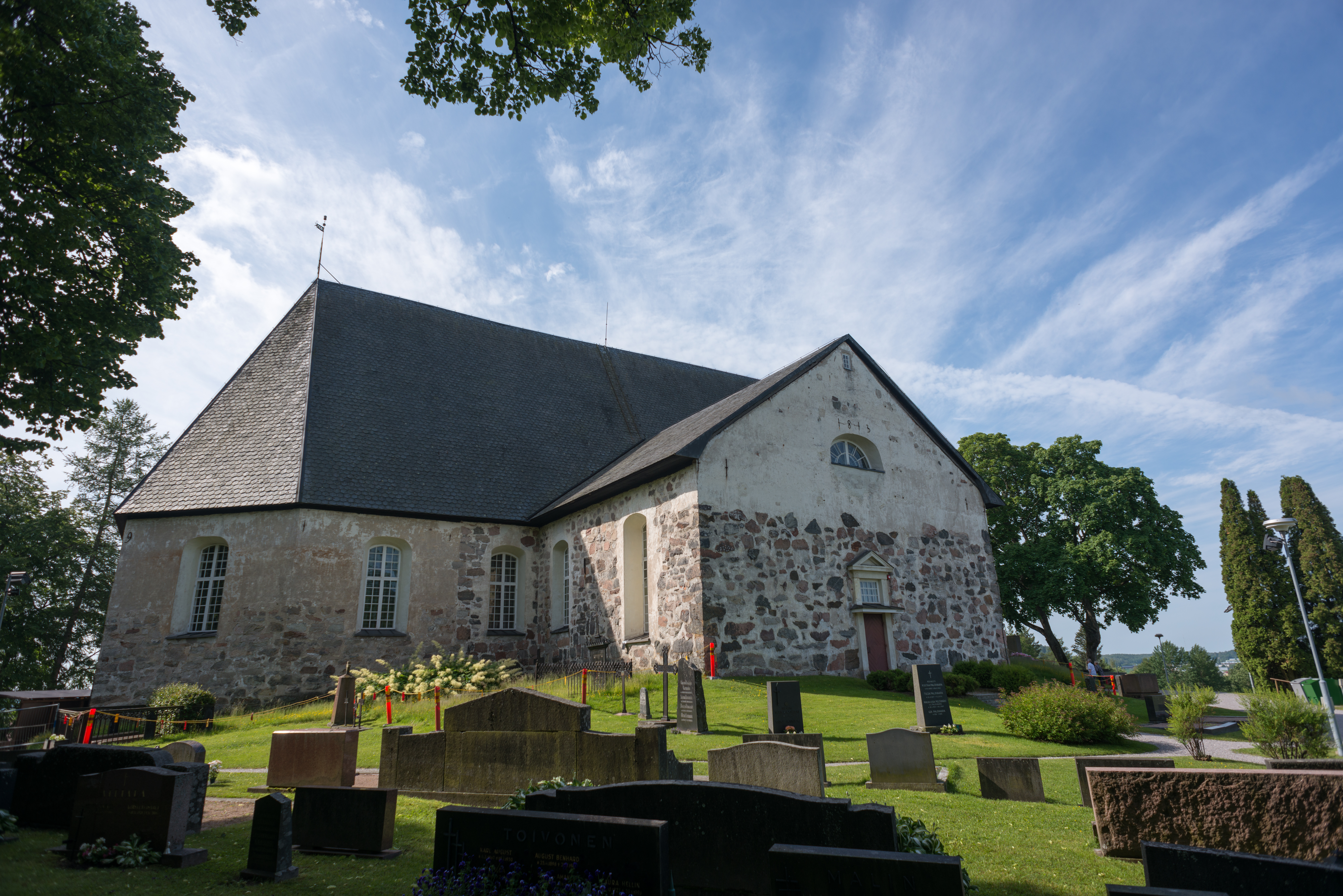
Église d'Halikko.
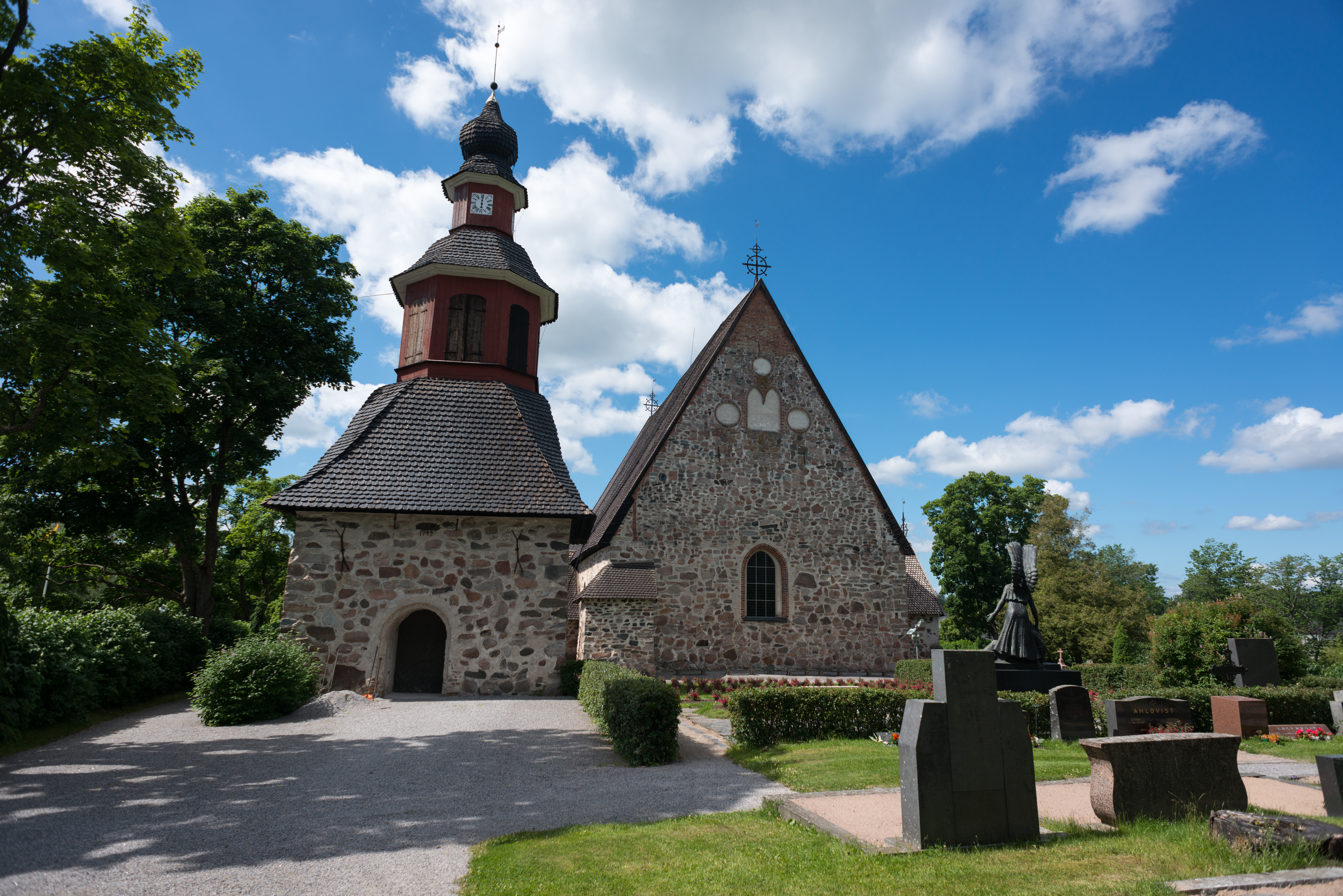
Église de Perniö.
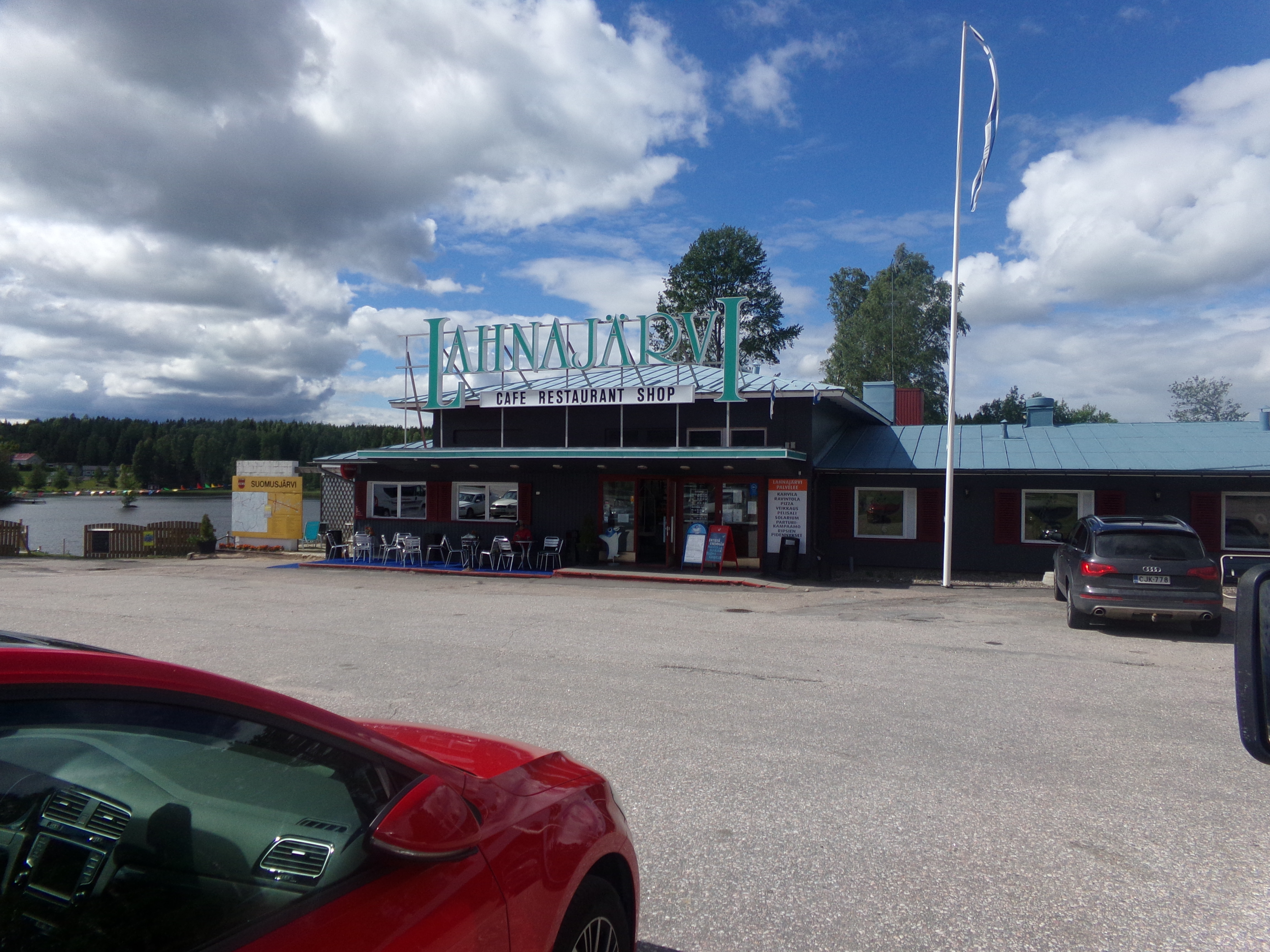
Café-restaurant de Lahnajärvi